# Ramla Ayari
Pour les articles homonymes, voir Ayari.
Ramla Ayari (arabe : الرمله العياري), née le 26 juillet 1977 à Tunis, est une actrice tunisienne, notamment connue pour avoir joué le rôle de Fatma Tammar dans la série télévisée El Khottab Al Bab.
Elle est doctorante en lettres, ainsi que professeur dans l'enseignement supérieur.

## Filmographie

### Cinéma
- 1998 : Souviens-toi (court métrage) d'Elyes Baccar
- 2009 : Le Fil de Mehdi Ben Attia : Syrine
- 2019 : Un divan à Tunis de Manele Labidi : Amel

### Télévision

#### Séries
- 1996-1997 : El Khottab Al Bab de Slaheddine Essid, Ali Louati et Moncef Baldi : Fatma Tammar
- 2005 : Halloula w Slouma d'Ibrahim Letaïef[3]
- 2010 : Casting de Sami Fehri : épouse de Tarek
- 2021 : Ken Ya Makenech d'Abdelhamid Bouchnak

#### Téléfilms
- 2008 : Villa Jasmin de Férid Boughedir